# Meyrignac-l'Église
Meyrignac-l'Église (in occitano: Mairinhac l'Egleisa) è un comune francese di 62 abitanti situato nel dipartimento della Corrèze nella regione della Nuova Aquitania.

## Società

### Evoluzione demografica
Abitanti censiti